# Touggourt
Touggourt là một đô thị thuộc tỉnh Ouargla, Algérie. Dân số thời điểm năm 2002 là 32.94 người.